# Vasco Live Milano Sansiro

Vasco Live Milano Sansiro è un album dal vivo del cantautore italiano Vasco Rossi, pubblicato il 7 marzo 2025, da Universal Music Italia. Il disco documenta le sette date consecutive tenute allo Stadio San Siro di Milano nel giugno 2024, nell’ambito del tour Vasco Live 2024, considerato uno dei più imponenti mai realizzati in Italia. La serata dal vivo che è stata impiegata per la realizzazione del disco è la quarta data del tour, il 12 giugno 2024.

## Contesto
Il tour Vasco Live 2024 ha portato Vasco Rossi ad esibirsi in una serie di concerti in grandi stadi italiani, tra cui sette sold-out consecutivi a San Siro e quattro a Bari, raggiungendo complessivamente oltre 600.000 spettatori. Gli show milanesi, registrati e selezionati per la pubblicazione, hanno rappresentato un evento storico per affluenza e impatto mediatico.
L’album include anche il brano Gli sbagli che fai, inedito pubblicato nel 2023 come colonna sonora della serie Netflix Il Supervissuto.

## Pubblicazione
L’album è stato pubblicato in diverse edizioni, tra cui:
- 2 CD (Brilliant Box)
- 2 CD + 2 DVD + Blu-ray
- Box da collezione 4 LP in vinile 180 g (edizione numerata)

È stato distribuito anche sulle principali piattaforme digitali come Spotify, Apple Music e Amazon Music.

## Tracce
Disco 1
1. Intro – 1:03
2. Blasco Rossi – 4:17
3. Asilo Republic – 3:20
4. Gli Spari Sopra – 3:47
5. Gli Sbagli Che Fai – 4:20
6. Quanti Anni Hai – 4:18
7. Come Stai – 4:51
8. Vivere Senza Te – 4:34
9. Bollicine – 7:13
10. Jenny È Pazza – 3:47
11. Sally – 4:49
12. Domenica Lunatica – 4:07
13. Un Gran Bel Film – 4:45
14. La Fine Del Millennio – 4:36
15. Gli Angeli – 6:38

Disco 2
1. Basta Poco – 5:19
2. Medley (La Strega, Cosa vuoi da me, Vuoi star ferma, Tu vuoi da me qualcosa, Occhi blu, Incredibile romantica, Ridere di te) – 12:21
3. Rewind – 4:50
4. Il Mondo Che Vorrei – 6:54
5. C’è Chi Dice No – 4:19
6. Dillo Alla Luna – 4:44
7. Se Ti Potessi Dire – 6:14
8. Siamo Solo Noi – 7:32
9. Vita Spericolata – 3:42
10. Canzone – 1:33
11. Albachiara – 6:19

### DVD
DVD 1
1. Intro
2. Blasco Rossi
3. Asilo Republic
4. Gli Spari Sopra
5. Gli Sbagli Che Fai
6. Quanti Anni Hai
7. Come Stai
8. Vivere Senza Te
9. Bollicine
10. Jenny È Pazza
11. Sally
12. Domenica Lunatica
13. Un Gran Bel Film
14. La Fine Del Millennio
15. Gli Angeli

DVD 2
1. Basta Poco
2. C’è Chi Dice No
3. Medley (La Strega, Cosa vuoi da me, Vuoi star ferma, Tu vuoi da me qualcosa, Occhi blu, Incredibile romantica, Ridere di te)
4. Rewind
5. Il Mondo Che Vorrei
6. Dillo Alla Luna
7. Se Ti Potessi Dire
8. Siamo solo noi
9. Vita spericolata
10. Canzone
11. Albachiara

### Blu-ray
1. Intro
2. Blasco Rossi
3. Asilo Republic
4. Gli Spari Sopra
5. Gli Sbagli Che Fai
6. Quanti Anni Hai
7. Come Stai
8. Vivere Senza Te
9. Bollicine
10. Jenny È Pazza
11. Sally
12. Domenica Lunatica
13. Un Gran Bel Film
14. La Fine Del Millennio
15. Gli Angeli
16. Basta Poco
17. C’è Chi Dice No
18. Medley (La Strega, Cosa vuoi da me, Vuoi star ferma, Tu vuoi da me qualcosa, Occhi blu, Incredibile romantica, Ridere di te)
19. Rewind
20. Il Mondo Che Vorrei
21. Dillo Alla Luna
22. Se Ti Potessi Dire
23. Siamo solo noi
24. Vita spericolata
25. Canzone
26. Albachiara

## Classifiche
Alla sua pubblicazione, Vasco Live 2024 – Milano San Siro ha debuttato ai vertici della classifica FIMI degli album più venduti in Italia, promosso dell’inedito Gli sbagli che fai. Nel giro di pochi giorni dalla sua uscita, il disco ha raggiunto la certificazione oro grazie anche alle edizioni speciali in vinile e formato Blu-ray.